# 文敏
文敏（1985年—），汉族，海南屯昌人，中华人民共和国政治人物、第十二届全国人民代表大会解放军代表。
加入中国共产党。2013年，担任全国人大代表。